# في باتاغونيا (كتاب)
في باتاغونيا (بالإنجليزية: In Patagonia)‏ هو كتاب رحلات باللغة الإنجليزية للكاتب الإنجليزي بروس تشاتوين، نشر عام 1977.

## التحضيرات
أثناء الحرب العالمية الثانية أقام تشاتوين وأمه في منزل جديه لأمه، الذين كانا يملكان غرفة عجائب، وقع في سحرها. وحوت تلك الغرفة على العديد من المقتنيات بينهما قطعة من البرونتوساوروس وهو في الواقع نوع من الماموث العملاق والتي أرسلت إلى جدته من قبل ابن عمها تشارلز أمهرست ميلوارد.
ففي أحد الكهوف في باتاغونيا في تشيلي، اكتشف ميلوارد بقايا ماموث عملاق، والذي أرسله لاحقاً إلى المتحف البريطاني. وأرسل لابنة عمه تلك القطعة من جلد الماموث الضخم، وإلى أعضاء عائلته مشيراً بطريق الخطأ أنه قطعة من جلد ديناصور البرونتوساوروس. وضاعت قطعة الجلد لاحقاً لكنها ألهمت تشاتوين بعد عقود أن يقوم بزيارة باتاغونيا.
وفي عام 1972 عمل تشاتوين لمجلة صانداي تايمز كمستشار ومعماري. وفي عام 1972 أجرى مقابلة مع المعمارية والمصممة إيلين غراي البالغة من العمر 93 سنة، في صالونها في باريس، حيث لاحظ خريطة لمنطقة في أمريكا الجنوبية تدعى باتاغونيا، والتي رسمتها بنفسها. وقال لها تشاتوين: «لطالما أردت الذهاب هنا». فردت: «اذهب هناك لأجلي».

## في باتاغونيا
لاحقاً بعد عدة سنوات في نوفمبر 1974، طار تشاتوين إلى ليما عاصمة بيرو ووصل باتاغونيا بعد شهر. وزعم لاحقاً أنه أرسل برقية إلى محرره يقول فيها: «لقذ ذهبت إلى باتاغونيا». لكنه في الواقع أرسل واحدة تقول: «إنني أقوم بقصة لنفسي، شيء أريد الكتابة عنه». وأنفق ست شهور في تلك المنطقة مسافراً في أنحائها وجامعاً القصص عن بشر جاءوا من مكان ما واستقروا هناك. واستخدم قطعة البرونتوساوروس في وضع إطار لرحلته.
وصف تشاتوين كتاب "في باتاغونيا" كسرد لرحلة فعلية ورمزية في آن واحد.. ومن المفترض أن تصنف في فئة رحلات العجائب: والتي يذهب فيها الراوي إلى بلد بعيد بحثاً عن حيوان غريب: وفي طريقه يلتقي بمواقف غريبة وبشر غرباء أو كتب أخري تخبره قصصاً غريبة والتي يعرف عنها من خلال رسالة."

## المضمون
يعتبر الكتاب تجريبيا ً من ناحية البناء. فينقسم إلى 97 قسماً منفصلاً، بعض منه قصير لا يحتوي إلا على فقرة واحدة. وبمعنى ما يمثل هذا البناء مع استخدامه المتكرر للانحدار، بدلاً من الهيكل الخطي القياسي، أحد الموضوعات الأساسية للعمل ككل: وهو التأمل حول التجول والحياة البرية في الحياة الإنسانية. ويتم إبراز ذلك عن طريق حقيقة أن العديد من الروايات عن البشر الذين التقاهم تشاتوين في هذا الكتاب تتضمن مناقشات عن الحياة البرية.
تضمن خط سير تشاتوين بوينس آيرس في جنوب الأرجنتين وصولاً إلى أوشايا، ثم بونتا أريناس وبويرتو ناتاليس كهف ميلودون في تشيلي.
ومن الموضوعات التي يناقشها الكتاب الطبيعة والمناظر الطبيعية والحياة البرية في باتاغونيا، وتاريخ الرحلات الاستكشافية الأوروبية والمستوطنات الأوروبية، والوقت الذي أمضاه باتش كاسيدي في باتاغونيا، والفوضويين والإضرابات وقدر السكان الأصليين.

## النقد
أسس هذا الكتاب لشهرة تشاتوين ككاتب لأدب الرحلات. ويصف أحد كتاب سيرته وهو نيكولاس موراي الكتاب بأنه أكثر كتاب رحلات إنجليزي قوة وأصالة بعد الحرب، وقال أنه أحيا أدب الرحلات من جديد.
وصفت صحيفة نيويورك تايمز الكتاب أنه قطعة فنية للسفر والتاريخ والمغامرة.

## جوائز
فاز الكتاب بجائز هوثورندين وجائزة إي إم فورستر من الأكاديمية الأمريكية للفنون والآداب.